# 지방대학 혁신역량 강화사업
지방대학 혁신역량 강화사업(New University for Regional Innovation), 줄여서 누리사업(NURI사업)은 교육인적자원부(현재, 대한민국 교육부)가 대학 교육의 질적 향상과 경쟁력 강화, 지역 간 균형발전을 위한 지방대학 육성을 위해 실시하는 사업이다. 2004년 말부터 2008년까지 5년간 1조 4200억원이 투입된다.
누리사업단의 선정은 학교 수와 낙후 정도등을 고려하여 136명의 평가위원에 의해 선별되었다. 총 454개 사업단 신청자 중 112개 대학의 111개 사업단이 선정되어, 4:1이상의 경쟁률을 보였다.

## 같이 보기
- BK21
- 세계 수준의 연구중심대학 육성 사업